# 大手町 (刈谷市)
大手町（おおてまち）は、愛知県刈谷市の町名。2019年5月1日時点の人口は519人。郵便番号は448-0857。

## 地理
刈谷市の中央部に位置している。北は明治用水西井筋を境に東陽町と、東は若松町と、南は住吉町と若松町と、西は寿町と接している。
隣接する東陽町に刈谷市役所があるため、刈谷市民会館跡地のセントラルパーク、愛知県衣浦東部保健所、中部電力刈谷営業所などがある官庁街となっている。
1989年（平成元年）時点の世帯数は220、人口は563。2019年（令和元年）5月1日時点の人口は519人。

## 施設

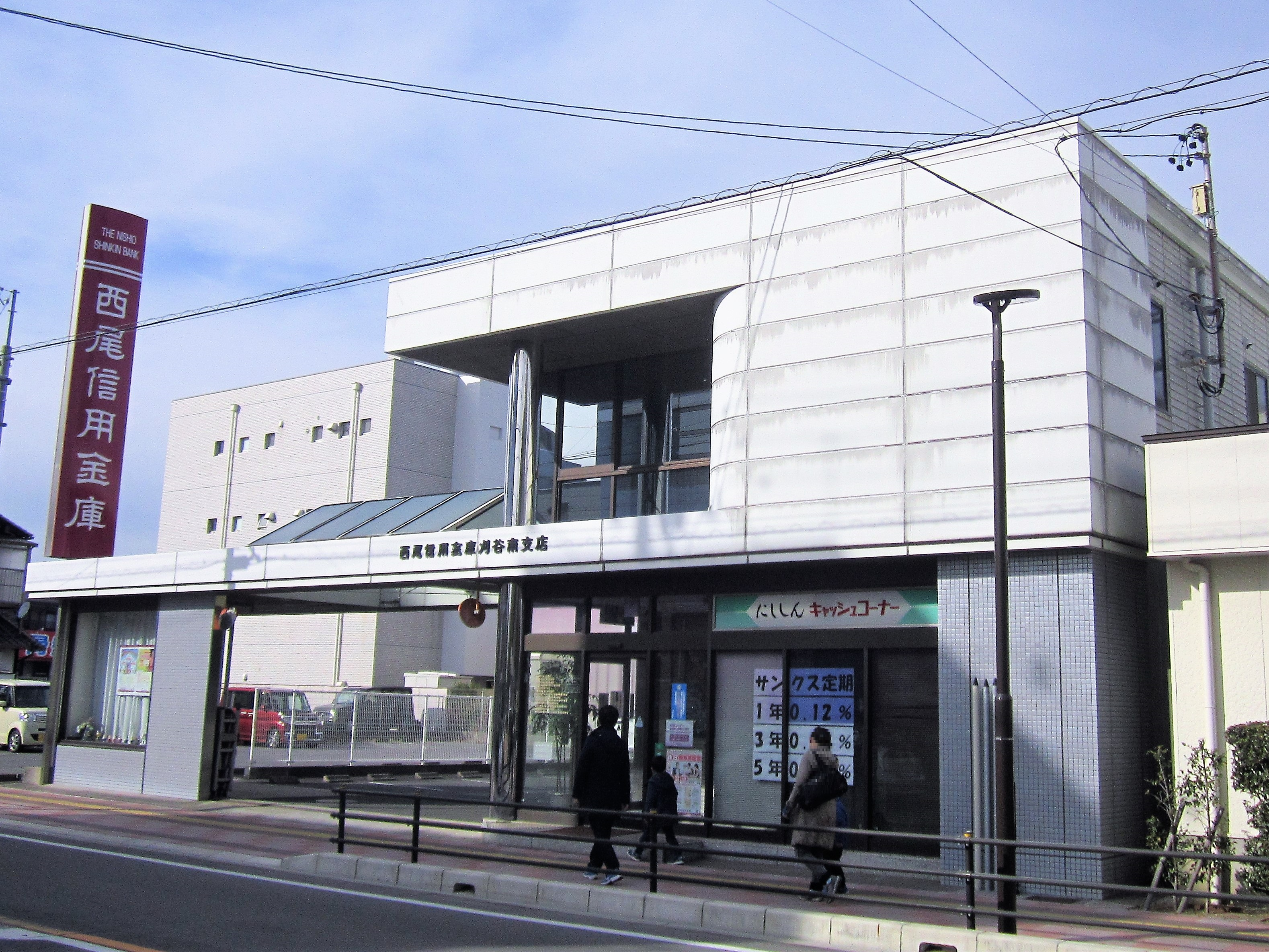
西尾信用金庫刈谷南支店

- 刈谷市民会館 - 1965年（昭和40年）開館。2010年（平成22年）閉館。
- 愛知県衣浦東部保健所
- 西尾信用金庫刈谷南支店
- 中部電力刈谷営業所
- 明治安田生命保険岡崎支社刈谷営業所
- 第一生命刈谷分室
- セントラルパーク - 刈谷市民会館の跡地に2014年（平成26年）開設。別名は大手公園。
- 姫垣公園 - 1965年（昭和40年）開設。